# Mariano Roque Alonso
Pour les articles homonymes, voir Alonso.
Mariano Roque Alonso (1792-1853), est un homme d'État, et est consul du Paraguay du 9 février 1841 au 13 mars 1844. Après avoir exercé seul le pouvoir pendant un mois, il gouverne aux côtés de Carlos Antonio López, tous deux se faisant appeler "les consuls de la République". Après trois années de ce système, Alonso démissionne, et López reste seul à la tête du pays.